# Fonte da Torre de TV
A Fonte da Torre de TV, conhecida também como Fonte luminosa, é um monumento da cidade de Brasília. Ela foi inaugurada em 2010, e foi proposta no contexto da celebração dos cinquenta anos da fundação da cidade. Localizada no Eixo Monumental, a Fonte está disposta logo ao lado de duas importantes atrações turísticas: a Torre de TV e a "Feira da torre de TV". A fonte produz belos malabarismos utilizando seus jatos, e é palco para espetáculos noturnos que envolvem cores e música.

## Histórico
A Fonte sonora e luminosa da torre de televisão foi inaugurada em 1967, ou seja, sete anos após a fundação de Brasília, em 1960. Esta primeira versão funcionou ininterruptamente por aproximadamente oito anos. Nesse período, a fonte participava de um complexo de lazer, localizado no Eixo Monumental, que incluía rinques de patinação, pista para aeromodelismo e até um tanque para modelismo naval. O monumento possuía 25 jatos de água, cada um impulsionado por um motor elétrico de 5 HP, 60 alto falantes que replicavam músicas tocadas em toca-discos e em um gravador de rolo. Havia também um poço artesiano para abastecer a fonte quando faltasse água do Departamento de Águas e Esgoto (DAE) - instituição que antecedeu a vigente Companhia de Saneamento Ambiental do Distrito Federal (Caesb). A fonte, logo, desde sua primeira versão já oferecia espetáculos envolvendo a água, sons e cores. Na época, ela funcionava às quartas-feiras, sábados e domingos, e era muito frequentada por famílias, amigos e casais de namorados. Dizia-se que o estacionamento ficava lotado e que até 20 carrinhos de pipoca circulavam pelo local.
Em 1975 a fonte foi desligada, por ordem do governador Elmo Serejo Farias, e desmontada para dar passagem às obras de implantação dos viadutos que passaram a ligar as avenidas "W3 Sul" e "W3 Norte". No início dos anos 80 a fonte original foi remontada e funcionou por algum tempo. A localização escolhida foi o Pavilhão de Exposições do Parque da Cidade, onde ainda hoje pode-se visualizar a estrutura de concreto. Vale dizer que os equipamentos e encanamentos não têm mais condições de funcionamento. Em 11 de setembro de 1998, foi instalada uma outra fonte junto à Torre de TV. Esta também unia o movimento das águas com projeções de luzes e músicas. Contava com 22 caixas de som com 18 mil watts de potência, 22 bombas e 21 bacias e espelhos de água. Os refletores reativados com seis cores tinham possibilidade de até 500 variações. Esta versão, infelizmente, teve curtíssimo período de funcionamento, devido a um triste incidente. Passados apenas dois meses do início do uso, precisamente em 23 de novembro de 1998, uma forte chuva caiu na cidade e inundou a casa de máquinas. O uso dos equipamentos foi incentivado a ser descontinuado, pela equipe técnica de manutenção da Novacap. Esta enviou, em 25 de novembro, um relatório à Administração de Brasília recomendando a desativação da fonte. Após cinco anos, em 2003, houve mais uma reinauguração do monumento. Contudo, esta versão, mais econômica, não possuía o colorido das fontes anteriores, pois só disponibilizava de iluminação na cor branca. Se diz que este modelo não foi muito utilizado pelos cidadãos.
Para a comemoração do cinquentenário da cidade de Brasília, em 2010, foram propostas diversas melhorias urbanas. Entre elas, encontrava-se, finalmente, a quarta versão da fonte, a "nova fonte luminosa". A fonte anterior, que em 2010 já contava quatro anos desativada, foi reformada e contou com novas instalações. Devido ao estado deteriorado do monumento existente, vários itens tiveram de ser retirados e reconstruídos, como a borda e o espelho d'água. Buscou-se, entretanto, manter o projeto arquitetônico, a fins de preservação da memória.
A tecnologia utilizada foi importada da empresa espanhola Ghesa Engenharia. Cinco contêineres, cada um com 40 pés de altura (12,19 metros), foram necessários para trazer da Espanha para Brasília todo o material a ser utilizado na obra. As alterações permitiram a combinação do movimento das águas com a emissão de sons e luzes - inclusive coloridas - por meio da instalação de aparelhos multimídia. Em relação à fonte original, foram retiradas duas taças, restando apenas vinte e uma. Foi construída uma estrutura central e uma galeria subterrânea impermeabilizada, destinada à "casa de projeção". A mureta que contorna o local foi aumentada e as bombas antigas foram substituídas por versões mais novas.
O jornal Correio Brasiliense informou em maio de 2010 que, segundo o cronograma do Governo do Distrito Federal (GDF), nessa altura a obra já deveria ter sido finalizada. A previsão, na época, para a conclusão era o mês de Julho daquele mesmo ano, e a explicação para o adiamento foi um atraso de um mês na entrega do material europeu, o que se deu devido a fenômenos naturais. A fonte foi de fato estreada no dia 9 de Setembro de 2010, após um ano e meio em obras.
Junto às novas instalações da feira da torre (também conhecida como feira hippie), a fonte foi entregue em 2010. Apesar de o jornal Correio Brasiliense ter informado que o investimento total realizado na obra, integralmente fornecido pela Eletrobras, em patrocínio, foi de oito milhões de reais, há fontes que estimam que um milhão a mais tenha sido gasto. O pagamento pelo material importado incluía o direito a três anos de manutenção, e os técnicos da empresa responsável pela construção tiveram a incumbência de treinar funcionários brasileiros para operarem a fonte. Segundo a empresa espanhola, o custo mensal para manter a fonte funcionando é de cerca de 15 mil reais, a fim de garantir serviços como trocar lâmpadas, lubrificar válvulas e limpar a água.
O arquiteto Silvio Domingos foi supervisor da obra.
Segundo o jornal Correio Brasiliense, a reforma da fonte luminosa da Torre de Televisão foi orquestrada devido a uma demanda do então presidente do país, Luiz Inácio Lula da Silva, que governou de 2003 a 2011. O político teria pedido ao ex-governador do Distrito Federal José Roberto Arruda, que organizou a parceria da Novacap com a Eletrobras em agosto de 2009. O presidente haveria contado que, na época de sindicalista, ia a Brasília e costumava passear com os colegas nas proximidades da fonte luminosa.
A reforma da fonte foi acompanhada pela transformação da sua vizinha feira de artesanato. As barraquinhas que anteriormente ocupam o espaço embaixo do mirante da Torre de televisão foram transportadas, com provisões fixas, para um espaço em frente à Torre, ao lado de onde ficam as antenas de emissoras de rádio e televisão.

## Localização e contexto urbano

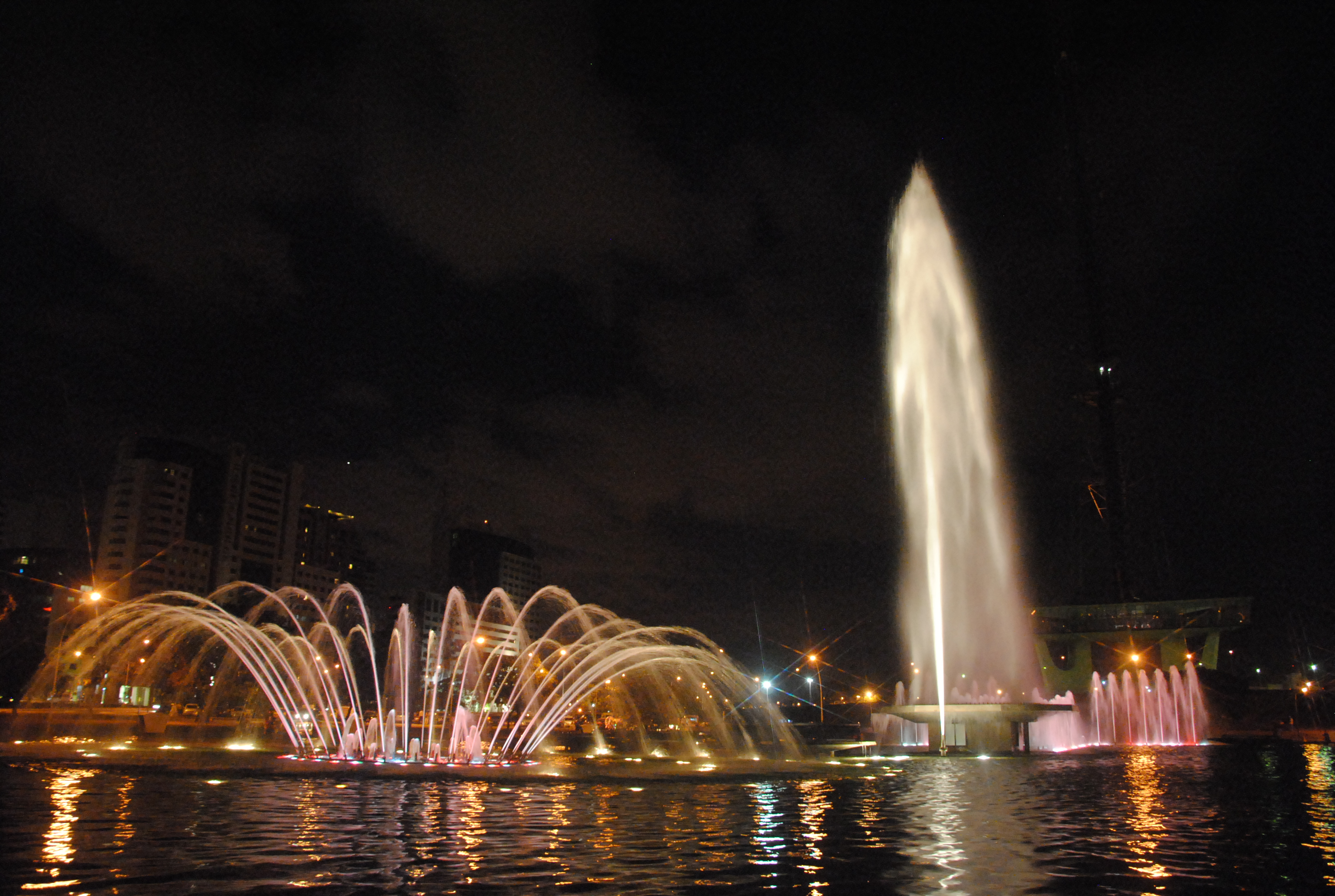
Fonte Luminosa da Torre de TV

A Fonte da Torre de TV é uma das atrações presentes no complexo da Torre de TV de Brasília, localizada em Brasília, Distrito Federal. O complexo é formado pela Torre de TV, pela fonte, pela feira com instalações fixas (quiosques de comércio de bens e alimentação, além de banheiros), pela escultura "Era Espacial" de Alexandre Wakenwith e pelo Museu de Gemas. Este conjunto de atrações localiza-se no Eixo Monumental da cidade.

## Características físicas
A fonte possui um formato oval, e possui aproximadamente 80 metros de comprimento, em seu eixo maior, e 70 metros de comprimento em seu eixo menor. Sua área é de 4.800m². O monumento dispõe de dois mil bicos injetores de água, além de filtros, bombas e válvulas. Tais duas mil  unidades são divididas em dois conjuntos que se movem de um lado para o outro, e o jato principal consegue aspergir água a até 50 metros de altura. São armazenados dentro das muretas e utilizados nas apresentações 3,5 milhões de litros d'água.
Para a emissão dos sons e músicas, há 28 auto falantes, um controlador lógico programável, projetor de vídeo, sons e iluminação, além de um potente laser multicor. Os equipamentos multimídia podem realizar relações diretas entre as canções tocadas e o espetáculo colorido: notas agudas resultam em cores frias, e as graves são representadas com o laser de tonalidades mais quentes. Estas configurações, ou outras que podem utilizar as cores para eventos específicos, como o natal ou a semana da pátria, são controladas de uma cabine localizada no centro da fonte.
A Fonte da Torre de TV é considerada uma das dez maiores do mundo, e segue os padrões de qualidade internacionais. A obra é a maior de sua categoria na América do Sul.

## Funcionamento
A fonte possui dias e horários determinados de funcionamento. Estes sofrem alterações conforme as circunstâncias, de modo que pode-se encontrar informações diferentes expostas.
Ao ser inaugurada, foi divulgado que ela funcionaria durante uma hora e meia, todas as noites, ao som de músicas de diferentes estilos.
De modo geral, durante o final de semana a fonte exibe seu espetáculo por um período mais prolongado. Segundo o website da feira da torre, nos sábados e domingos a atração funciona das 8h30h às 21h. De segunda a sexta-feira, a fonte funciona por algumas horas, e depois realiza pausas. Os horários de funcionamento são das 7h às 9h; das 11h30 às 14h30 e, no período noturno, das 17h às 21h. O  "Anuário do DF" divulga horários ligeiramente diferentes. É informado que o modo "Música livre", que ocorre aos finais de semanas e feriados, dura das 9h às 22h, e toca músicas a cada hora - sendo que após às 11h30h o ritmo predominante é a música popular brasileira. Também se diz que, durante a semana, a fonte não funciona às segundas e terças, e que o acionamento à noite em realidade é das 18h às 22h, com uma hora a mais na sexta-feira. Já conforme o website da Secretaria de Turismo (SETUR), atualizado em abril de 2019, a fonte não funciona às segundas-feiras, e, de terça a sexta é acionada apenas em dois horários - ao meio-dia e às 18:00 h. Já aos finais de semana e feriados, somam-se a estes horários também a atuação da fonte às 10h, 17h e 19h. Cada vez que é ligada, a fonte permanece embelezando a paisagem e divertindo turistas e locais por trinta minutos.
Fora o funcionamento ornamental padrão da fonte, ou seja, quando há apenas alterações de formatos e intensidade da água, acontecem também espetáculos especiais, em datas específicas. Conforme o website da feira da torre, eles ocorrem às terças, quintas e sábados em dois horários: 19h30 e 20h30h. Segundo o "Anuário do DF", haveria apenas a performance das 19:30 h. Explica-se que os horários de início de funcionamento dos espetáculos foram padronizados após o cancelamento da existência do horário de verão no Brasil, logo, após o mês de abril do ano de 2019. A decisão pelo melhor horário partiu da combinação entre momentos em que grande parte da população já saiu do trabalho, com a hora geralmente escolhida para lazer e turismo. Neste horário, inicia-se um show de quarenta minutos de duração, onde as águas se tornam coloridas e o movimento acompanha o ritmo de músicas. Além disso, com o auxílio de mídia digital exibem-se imagens que contam a história de Brasília. Para isso, utiliza-se um telão de água com dimensões de 40 metros de comprimento por 15 metros de altura, no qual pode-se exibir projeções para não somente fotos, mas também pequenos filmes. As imagens são mais nítidas para o espectador localizado entre a cortina aquática e a Torre de Televisão, mas, o show de luzes pode ser visto também à distância, pelos motoristas que trafegam pelo Eixo Monumental ou mesmo das janelas dos prédios próximos ao ponto turístico.

## Relatos sobre o espetáculo proporcionado pela Fonte
A fonte encanta cidadãos e turistas desde sua primeira versão. O cineasta paraibano Wladimir Carvalho, que conheceu o monumento original, relata: “A fonte sonora e luminosa era um espetáculo imperdível e ponto certo para os que vinham conhecer Brasília. Uma imagem marcante foi a realização da prova de automobilismo Mil Quilômetros de Brasília, realizada em 1970 no Eixo Monumental. Os carros, em alta velocidade, faziam a curva junto à fonte multicolorida. Essa bonita imagem não sai da minha lembrança”.
Alguns cidadãos brasilienses tiveram a oportunidade de presenciar tanto a inauguração da fonte original quanto a sua última reforma, que a conferiu maiores possibilidades tecnológicas. O maestro Rênio Quintas - um dos músicos mais atuantes da cidade - é um destes exemplos. Com doze anos no tempo da primeira inauguração, em 1967, ele também foi à solenidade de 2010. Acerca desta última experiência, relatou ser uma das coisas mais lindas que já teve chance de ver em sua vida, sentindo-se perto do paraíso ao ouvir "Danúbio Azul", de Johann Strauss, em meio a um balé de águas azuis e amarelas. De modo semelhante, Alejandro Cabello, representante brasileiro da empresa espanhola responsável pela reconstrução da fonte, relatou que a projeção de imagens na cortina de água produz um efeito como que mágico, "como se fosse um fantasma iluminado na água". Netto Costa, repórter do Jornal de Brasília, constata que a última reinauguração poderia relembrar o interessante uso que o monumento possuía em sua primeira versão: “Cheguei em Brasília em 1970, ainda criança, vindo de São Luis com meus pais. Morávamos na 302 Sul e íamos sempre à fonte ver o show de jatos d´água coloridos, curtir a música relaxante. Jogávamos moedas na água, para dar sorte e sentíamos o vapor da água refrescando as noites quentes de Brasília. Sem dúvida, a reinauguração da fonte representa um resgate de um tempo bom da história da cidade”.